# Hrabstwo Osceola (Floryda)
Osceola – hrabstwo w stanie Floryda w USA. Populacja wynosi 268685 mieszkańców (stan według spisu z 2010 roku).
Powierzchnia hrabstwa to 3901 km², w tym 460 km² (11,9%) stanowią wody. W hrabstwie znajdują się liczne jeziora, w tym Lake Kissimmee (czwarte co do wielkości jezioro Florydy), Lake Tohopekaliga (siódme jezioro Florydy) i East Lake Tohopekaliga (dziesiąte jezioro Florydy). Gęstość zaludnienia wynosi 78,47 osoby/km².

## Miejscowości
- Kissimmee
- St. Cloud

## CDP
- Buenaventura Lakes
- Campbell
- Celebration
- Four Corners
- Poinciana
- Yeehaw Junction